# 古文 (文体)
古文（こぶん）とは、中国古代の文体名。散文の一種。

## 概要
唐代、韓愈は魏・晋以来の駢儷文を廃して先秦・漢代の文章をモデルとする新しい文体を使用することを提唱し、その文体を古文と名付けた。唐宋時代の古文を推進する動きを古文運動（こぶんうんどう）という。なお中国古代における散文とは文学的散文だけでなく文章全般について言われた言葉である。

## 古文復興運動
魏・晋以来、文の主流として使われてきた駢儷文は、対句や典故を多用し、事実や論理よりも修辞の技巧や言葉の華麗さなどを追求したため、言語的遊技にすぎない空疎な文章が作られることが多かった。このことを古くは北周の蘇綽、唐では陳子昂を始めとして蕭穎之・独孤及・梁粛などが批判をしている。中唐になり、安史の乱で当時の貴族制を基本とした社会制度が大きく崩壊し、科挙出身の官僚勢力が力をつけるようになってくると、貴族主義的な駢儷文に代わり、自分たちの思想や主張を表現できる新しい文体が模索されるようになった。韓愈はこのような状況のなかで新しい文体の根拠を古代の文献に求め、「古文」と名付けた。この運動は、孔子や孟子の道統を尊ぶ、儒教復興の動きと連動しており、古文を使って表されるものは道であった。韓愈の古文運動は幾人かの賛同者を得、そのうち優れた作品を残したものに柳宗元がいる。
古文運動は唐の滅亡とともに一旦、下火となった。宋が興っても初期は制度的にも文化的にも唐制を規範として従ったため、依然として駢儷文が主流であった。宋が興って100年がたち、治世が安定した仁宗期になると、再び古文復興運動が盛り上がりを見せるようになる。その代表人物が欧陽脩であった。彼が科挙の試験官となったとき、古文で答案を書いた蘇軾・蘇轍・曾鞏といった人々を合格させたことにより、以後、古文が散文の主流となることが決定的となった。
唐宋の古文運動の担い手で優れた作品を残した八人を唐宋八大家と呼ぶ。
ここで言う運動とは、理論的根拠が存在すること。そして、その理論に基づく作品が存在すること。さらに、複数の賛同者がいたということである。

## 文体
清の『古文辞類纂』では文章を以下の13類に分けている。なお8.碑誌類、10.箴銘類、11.頌賛類、12.辞賦類、13.哀祭類では一部韻文が含まれている。
1. 論辨類 - 論説文一般。先秦諸子百家の書はこれに分類される。「～論」「～辨」「～説」「原～」など。
2. 序跋類 - 自著や他者の著書に対してその著作意図などを述べたもの。論説文の一種。「序（敍）」は古くは書の最後につけられたが、『文選』頃になると冒頭につけられた。宋代以後には書の最後につけられるものは「跋」と呼ばれるようになった。
3. 奏議類 - 臣下が皇帝に奉る上奏文。論説文の一種。「章」「奏」「表」「疏」「議」「上書」「封事」など。
4. 書説類 - 「書」は書信による議論を、「説」は口頭による議論を表す。「書」には「論～書」「与～書」「答～書」といった題が付けられる。「説」は戦国時代の説客が諸国の君主に遊説したものを分類する。『春秋左氏伝』『国語』『戦国策』、前漢の劉向『説苑』など。
5. 贈序類 - 唐代、送別会ではなむけに人々が詩を作りあったが、それを1巻にまとめて序をつけた。以後、序文だけを作って人に送る習慣が生まれた。これを「贈序」という。「送～序」といった題が付けられる。韓愈が作った作品が最も多く有名である。「王秀才を送る序」など。
6. 詔令類 - 皇帝が臣下に下す文。古く『書経』収録の文は多くこれに入る。「詔」のほか、「制」「誥」「諭」「勅」「冊」「教」「令」「檄」「爾書」などがある。
7. 伝状類 - 個人の伝記。「～伝」「～行状」と題する。「伝」は『史記』に「列伝」として個人の伝記が載せられたことに由来し、以後、正史にはその時代に歴史的な役割を果たした人物の伝記が載せられることになった。「行状」は一般的に「伝」よりも詳細に書かれており、「伝」が他人が書くのに対して、子孫や弟子達が作った。もともとは故人の諡の選定資料であったり、正史の伝の参考資料に供されたものであった。
8. 碑誌類 - 記念として石に刻まれた文のこと。歴史的事件を記念した碑あるいは碑銘、死者の業績をたたえた墓誌あるいは墓誌銘に分かれる。銘とは碑誌全文のことを指す場合もあるが、特に最後につけられた韻文のことを指す。
9. 雑記類 - 「記」とはある事件の顛末などを記したもの。雑記類ではそのうち伝状類、碑誌類を除いたものを分類している。石に刻まれたものもあり、そうでないものも含まれる。韓愈の「藍田県丞廰壁記」、范仲淹の「岳陽楼記」など。
10. 箴銘類 - 自分あるいは他人を戒めるための箴言を収めた文。銘は古く青銅器に鋳込まれた金文のことをいい、銘文には戒めの言葉が多かったことに由来する。漢の崔瑗「座右の銘」、劉禹錫「陋室の銘」など。
11. 頌賛類 - 他人を誉め讃えるための文。
12. 辞賦類 - 辞賦を分類。詩歌と散文の中間的な文体。
13. 哀祭類 - 死者を哀悼し弔う文。哀辞あるいは祭文と題される。通常、韻文である。